# 긴급 수입제한 조치
긴급 수입제한 조치(Safe guards, SG)은 특정상품의 급격한 수입 증가로부터 국내 산업을 보호하기 위해서 수입을 제한하는 조치이다.

## 전문
긴급수입제한조치에 관한 협정
회원국들은,
1994년도 GATT에 기초한 국제무역체제를 개선하고 강화하는 회원국의 전반적인 목적을 유념하고,
1994년도 GATT의 규율, 특히 제19조(특정상품의 수입에 관한 긴급조치)의 규율을 명확히 하고 강화할 필요성과 긴급수입제한조치에 대한 다자간 통제를 재확립하고 이러한 통제로부터 벗어나는 조치를 폐지할 필요성을 인정하며,
구조조정의 중요성과 국제시장에서의 경쟁을 제한하기 보다는 제고할 필요성을 인정하며, 또한
나아가 이러한 목적을 위하여 모든 회원국에게 적용가능하며 1994년도 GATT의 기본원칙에 근거하는 포괄적인 협정이 요구된다는 것을 인정하면서,
다음과 같이 합의한다.

## 연혁
긴급수입제한조치는 수입 급증으로 인하여 국내산업에 심각한 피해가 있는 경우 수입국이 취할 수 있는 잠정적인 수입제한조치이다. 국내산업의 구조조정을 위한 일시적인 구제조치라는 의미를 지닌다. GATT 1947 19조에 규정되어 있었으나, UR 협상의 결과로 WTO 긴급수입제한조치협정이 체결되었고, 미국의 통상법 201조 및 우리나라의 관세법(불공정무역행위조사 및 산업피해구제에 관한 법률)을 비롯하여 각국의 국내법에는 세이프가드 조항들이 삽입되어 있다. WTO 긴급수입제한조치협정 이외에도 농업협정에서 특별긴급수입제한조치, 섬유협정에서 잠정 긴급수입제한조치에 관한 규정을 두고 있다. 긴급수입제한조치는 덤핑, 상계관세와 달리 공정한 수입에 대해 규제조치를 발동하는 것이므로 발동 요건이 보다 엄격하며, 한시적으로 발동하여야 하고, 규제국은 관련 수출자에 대해 협의와 보상을 하여야 한다.
유럽연합 내 유럽공동체(EC)의 수입 감시 제도는 역외국으로부터의 수입이 급증하여 역내 산업에 중대한 피해를 줄 것이 예상될 경우 긴급수입제한권의 발동을 인정하고 있다. '세이프가드 조항' 또는 '에스케이프 조항'으로 불리는 GATT(관세 및 무역에 관한 일반협정) 제19조는 역시 같은 경우에 수입수량 제한이나 관세인상 등의 수입제한 조치를 취할 수 있다고 규정하고 있다. 1975년 성립한 미국의 '슈퍼301조(불공정무역관행에의 보복)' 또한 세이프가드를 보다 용이하게 발동할 수 있도록 규정하고 있다. 1993년 체결된 우루과이라운드, 또 그에 따라 EC의 GATT를 대신한 MTO(Multilateral Trade Organization:다자간 무역기구)가 정식 발족된 바 있다.

## 사례
- 한국산 철강상품에 대한 미국의 세이프가드 조치[5]
- 한국산 세탁기에 대한 캐나다의 세이프가드 조치[6]
- WTO 긴급수입제한조치 관련 주요 분쟁사례 이해[7]